# ملتقى الفكر العربي
ملتقى الفكر العربي فلسطين (بالإنجليزية: Arab Thought Forum)‏، ويعرف أيضاً منتدى الفكر العربي، تأسس في القدس عام 1977، كمنظمة فلسطينية اهلية غير حكومية وغير ربحية مستقلة.

## الأهداف
- استناداً إلى مبادئ الديمقراطية والشفافية وحرية التعبير للمواطنين، فإن منتدى الفكر العربي يوفر المناخ لصناع القرار الفلسطينيين وقادة الرأي العام والمواطنين، للتعبير عن آرائهم.

- ليس للمنتدى أي إنتماء لأي حكومة أو حزب سياسي أو منظمة.[2]

- تكمن قوة منظمة المنتدى والمعروفة ب( ATF) في حيادها السياسي، مما يسمح لها بالمشاركة بحرية مع مجموعة واسعة من المواضيع المتعلقة بالقضية الفلسطينية لبناء الديمقراطية، والاستقلال.

- هي منظمة فلسطينية رائدة متخصصة في التنمية الإجتماعية والاقتصادية.

- عملت ATF لمدة عقدين من الزمن كمنصة مهمة لعرض استراتيجيات التنمية لبناء الدولة الفلسطينية.

## النشاط
- في البداية، ركزت ATF على الدراسات والأبحاث العلمية، وتوسعت لتعمل بنشاط على تحديد القضايا الحاسمة للتحليل والنقاش العام.

- لعب المنتدى دور رئيسي في التأثير وتشكيل تفكير صانعي السياسات.[3]

- حافظ على خطوط اتصال قوية مع السلطة الوطنية الفلسطينية والمثقفين الفلسطينيين والمواطنين في الضفة الغربية وقطاع غزة.

- المساهمة في المناقشات حول صياغة دستور السلطة الفلسطينية الجديد ومشاريع القوانين.

- بدأت منظمة ATF في عام 1994 العمل على إعادة تحديد استراتيجياتها وفلسفتها لتتوافق مع هذه التغييرات في المجتمع الفلسطيني، بعد توقيع اتفاق أوسلو بين منظمة التحرير الفلسطينية والحكومة الإسرائيلية في عام 1993.[4]